# Georg Fidel Stigler
Georg Fidel Stigler (* um 1798 in Urloffen; † 6. September 1874 in Freiburg im Breisgau) war ein deutscher Verwaltungsbeamter.

## Leben
Georg Fidel Stigler studierte Rechtswissenschaften an der Albert-Ludwigs-Universität Freiburg. 1818 wurde er Mitglied des Corps Rhenania Freiburg. 1824 wurde er Rechtspraktikant und 1833 Assessor beim Stadtamt Freiburg. Von 1836 bis 1840 war er Amtmann beim Landamt Freiburg und anschließend in Oberkirch. 1841 wurde er zum Amtsvorstand des Bezirksamts Breisach ernannt und 1844 zum Oberamtmann befördert. 1849 wechselte er als Amtsvorstand zum Bezirksamt zum Bezirksamt Ettenheim. Von 1855 bis zu seiner Pensionierung 1871 war er Amtsvorstand des Bezirksamts Bühl.

## Auszeichnungen
- Ritterkreuz des Ordens vom Zähringer Löwen, 1856